# 8998 Matthewizawa
8998 Matthewizawa eller 1981 EG23 är en asteroid i huvudbältet som upptäcktes den 3 mars 1981 av den amerikanska astronomen Schelte J. Bus vid Siding Spring-observatoriet. Den är uppkallad efter Matthew Richard Mitsuomi Izawa.
Asteroiden har en diameter på ungefär 9 kilometer och den tillhör asteroidgruppen Themis.